# Rampur (distrikt)
Rampur (hindi: रामपुर ज़िला, urdu: رام پور ‏ضلع) er et distrikt i den indiske delstat Uttar Pradesh. Distriktets hovedstad er Rampur.

## Demografi
Ved folketællingen i 2011 var der 2,335,398 indbyggere i distriktet, mod 1,923,739 i 2001. Den urbane befolkningen udgør 25,21 % af befolkningen.
Børn i alderen 0 til 6 år udgjorde 15,85 % i 2011 mod 20,70 % i 2001. Antallet af piger i den alder per tusinde drenge er 922 i 2011.